# Camino Real (La Paz)
Camino Real, es un fraccionamiento, más conocido como "Colonia", que se encuentra ubicado en una de las zonas más alejadas al centro de la ciudad de La Paz, en el estado de Baja California Sur. Este fraccionamiento se ha vuelto famoso, debido a su gran población y negocios que están establecidos cerca. En Camino Real se pueden encontrar desde tiendas departamentales, supermercados, restaurantes, puestos de comida, atracciones, centros de recreación, así como institutos de educación públicos (preescolar, primaria, secundaria, preparatoria y universidad).

## Fama
Con frecuencia, la gente que vive en la zona céntrica de La Paz se refiere a Camino Real como "Otro país" (haciendo referencia a una broma sobre la lejanía de la colonia). Las redes sociales se han asegurado de hacer de este fraccionamiento un lugar muy famoso y a considerarlo como un punto clave en la misma ciudad.

## Clima
El clima predominante es del tipo templado seco a muy seco. Presenta una temperatura media anual de 22 °C, con mínimas de 6 °C y máximas de hasta 44 °C. 

## Código Postal
Su código postal es 23088.